# Si Yajie
Si Yajie (Xi'an, 4 dicembre 1998) è una tuffatrice cinese.

## Biografia
All'età di quattordici anni ha vinto la medaglia d'oro ai Campionati mondiali di nuoto di Barcellona 2013 nella piattaforma 10 metri individuale. Due anni dopo, ai mondiali di Kazan' 2015, ha vinto l'oro nel concorso dei tuffi dalla piattaforma 10 metri misti in coppia con Tai Xiaohu. Nel 2016 ai Giochi olimpici di Rio de Janeiro ha vinto l'argento nella piattaforma 10 metri individuale.

## Palmarès
- Giochi olimpici

Rio de Janeiro 2016: argento nella piattaforma 10 m.
- Mondiali

Barcellona 2013: oro nella piattaforma 10 m.
Kazan 2015: oro nel sincro 10 m misti.
Budapest 2017: oro nel sincro 10 m e argento nella piattaforma 10 m.
Gwangju 2019: oro nel sincro 10 m misti.
Fukuoka 2023: oro nella squadra mista.
- Giochi asiatici

Incheon 2014: oro nella piattaforma 10 m.
Giacarta 2018: oro nella piattaforma 10 m.
- Campionati asiatici di nuoto

Tokyo 2016: oro nella piattaforma 10 m.
- Giochi mondiali militari

Wuhan 2019: oro nella piattaforma 10 m; oro nella gara a squadre;
- Vincitrice della Coppa del Mondo del sincro misto 10 m nel 2018